# Sharafnama
Lo Sharafnama (in curdo: شەرەفنامە Şerefname, "Libro dell'onore", in persiano: Sharafname, شرفنامه) è il celebre libro di Sharaf al-Din Bitlisi (uno storico e poeta curdo medievale, 1543-1599), che scrisse in persiano nel 1597. Lo Sharafnama è considerata la più importante e antica fonte della storia curda. Si occupa delle diverse dinastie curde come Saladino il Grande e la sua Dinastia ayyubide, i principati curdi antichi e medievali in Medio Oriente e nel Caucaso, e di alcune citazioni sugli antenati preislamici dei curdi.

## Autore
Sharaf Khan Bidlisi nacque il 25 febbraio 1543. Nel 1576 Tahmasp dei Safavidi gli conferì il titolo di Mir of Mir (" comandante dei comandanti"); lo nominò capo di tutte le tribù curde iraniane. 
Nel 1578, Sharaf Khan abbandonò la sua precedente posizione e sostenne gli ottomani nella loro guerra contro gli iraniani, offrendo loro 400 soldati. Tra il 1578 e il 1588, Sharaf Khan guidò di fatto tutte le guerre ottomane contro i persiani. Il sultano ottomano Murad III concesse a Sharaf Khan il titolo di Khan. Diventò il Mir della provincia di Batlisi. Quando compì 53 anni, Sharaf Khan cedette l'autorità della sua dinastia al figlio Shamsaddin Bag Abu Alma'ali. Nel 1597 iniziò a scrivere il libro Sharafnama.

## Struttura del testo
Lo Sharafanme è diviso in quattro parti. La prima riguarda cinque dinastie curde che avevano uno status reale (o sultanato). Queste erano i Marwanidi di Diyarbakir e Cizre, gli Hasanwayhidi di Dinawar e Sharazor, i Fadluyidi del grande Lor, i principi della Piccola Lor e infine gli Ayyubidi.
La seconda parte tratta delle dinastie che coniavano le monete e che avevano il privilegio di recitare a loro nome la khutba (invocazione religiosa pronunciata durante la preghiera del venerdì, che nomina prima il Profeta, poi i primi quattro califfi, poi i signori del luogo).
La terza parte descrive le famiglie dei governatori ereditari.
La quarta parte è dedicata alla storia del principato di Bitlis.

## Storia del manoscritto
Nel 1828, l'esercito dello zar di Russia invase la città iraniana di Ardabil e saccheggiò la biblioteca. Una copia del manoscritto fu poi portata a San Pietroburgo, dove si trova tuttora.
La versione del manoscritto che considerata come la prima, sottoscritta da Sharaf Khan, si trova nella Bibliotheca Bodleiana di Oxford.

## Traduzioni
Nel 1873-1875, François Charmoy, uno studioso francese, lo tradusse dal persiano al francese e lo pubblicò a San Pietroburgo, in Russia. Nella parte destra è un dizionario curdo-francese, realizzato da Alexandre Jaba e pubblicato nel 1879 anche a San Pietroburgo. Il nome Sheref fu tradotto nelle lingue tedesco, arabo, inglese, ottomano, russo e turco. Nel 1972 lo studioso curdo Abdurrahman Sharafkandi, tradusse il libro dal persiano al curdo.

## Galleria d'immagini

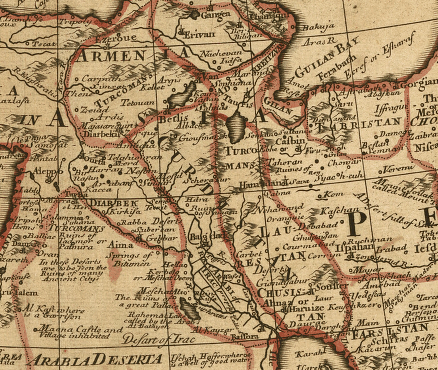
Kurdistan come provincia di Persia
Sharaf Khan Bidlisi
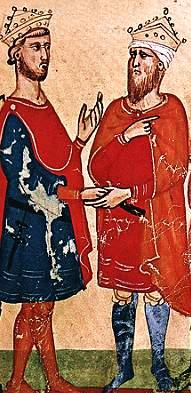
Federico II, imperatore del Sacro Romano Impero (a sinistra) incontra Al-Kamil degli Ayyubidi (a destra).
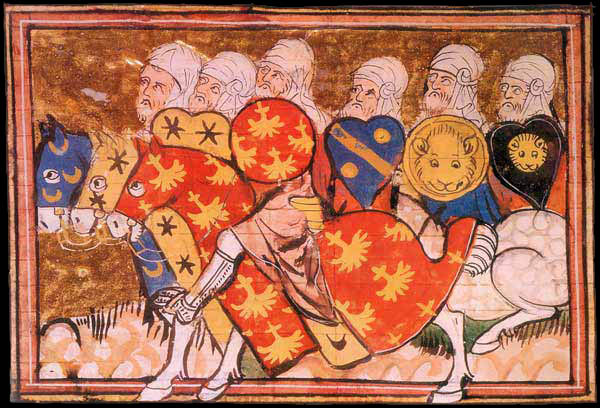
Battaglia di Hattin